# Cabra de beç menuda
La cabra de beç menuda (Lactarius spinosulus) és una espècie de fong de l'ordre dels russulals (Russulales). És una lleterola del grup de les cabres que recorda una versió reduïda d'una cabra de beç (Lactarius torminosus).

## Taxonomia
Lactarius spinosulus va ser descrit per Lucien Quélet i André Le Breton l'any 1880. 

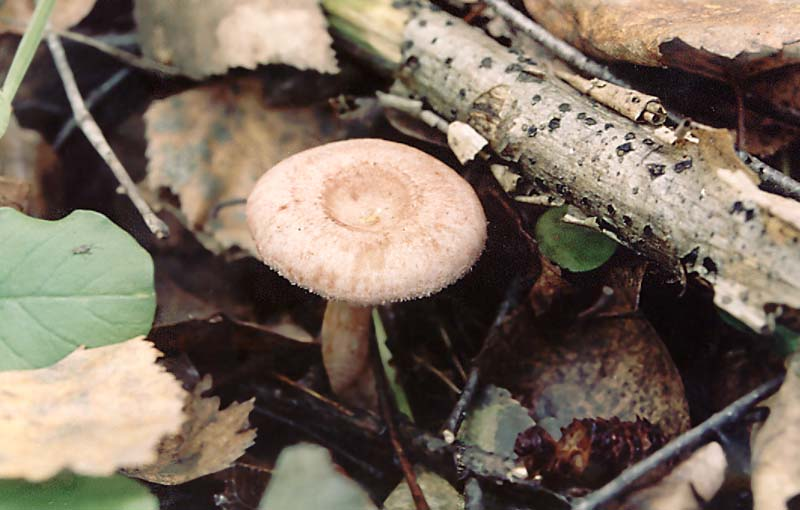
Aspecte de la cabra de beç menuda (Lactarius spinosulus)

## Iconografia
Quélet L. 1880. Champignons récemment observés en Normandie, aux environs de Paris et de La Rochelle, en Alsace, en Suisse et dans les montagnes du Jura et des Vosges. IX supplement. Pl. III. Illustration 10.
Marchand A. 1980. Champignons du Nord et du Midi 6: 551 
Kibby G. 2014. British Milkcaps Pl. 34.
Bolets de Catalunya (1993): Vol. XII, Làm. 574

## Descripció
Bolet de solitari a espars; menut; barret de fins a 1-5 cm de diàmetre; barret de convex a estés amb el centre lleugerament deprimit, sovint amb un petit umbó central; carn aprimada; de rosaci a salmó o ombra torrada, amb zones més fosques; superfície seca; vellutada en el jove, més tard llisa en el centre i amb pèls fins i erectes (estrigosa) en la perifèria, els pèls es reuneixen en petits feixos; només separables al marge; marge enrotllat en el jove, estès en l’adult; amb pèls fins i erectes, molt visibles.
Làmines de mitjanament espaiades a denses; decurrents; de cremoses a crema rosàcies.
Cama més llarga que el diàmetre del barret; cilíndrica, aprimada al peu; de llisa a lleugerament solcada; seca; del color del barret.
Carn de blanquinosa a camussa rosàcia; ferma; olor suau, fruitada; al tast, dolça, més tard picant; làtex relativament abundant; de blanca a cremosa; olor fruitada; al tast, dolça però amb el temps amarga i picant.
KOH + cutícula: Verd olivaci fosc, molt lenta.

## Hàbitat
Des de mitjans d’estiu a la tardor; en sòls silicis; des de l’estatge subalpí al montà; en boscos higròfils, rics en matèria orgànica, i marges de rius; gairebé sempre vora bedoll, algun cop altres planifolis higròfils.

## Distribució geogràfica
Rara; probablement passa desapercebuda per la mida.

## Espècies semblants
Proper a la lleterola lila (Lactarius lilacinus), que és de mida més gran, sovint cespitosa, també creix en llocs humits, però només vora verns, el barret sempre sense umbó, la superfície escamosa sense fibres erectes, les làmines ocràcies, la cama brunenca, la reacció al KOH ràpida i l’olor suau de xicoira torrada. 
La cabra de beç (Lactarius torminosus) té el marge de barret pelut però no estrigós (pèls fins i erectes) i és més carnós.

## Comestibilitat
Sense interès culinari.